# Vohnja
Vohnja är en ort i Estland. Den ligger i Kadrina kommun och landskapet Lääne-Virumaa, i den centrala delen av landet, 70 km öster om huvudstaden Tallinn. Vohnja ligger 85 meter över havet och antalet invånare är 161.
Terrängen runt Vohnja är mycket platt. Runt Vohnja är det glesbefolkat, med 15 invånare per kvadratkilometer. Närmaste större samhälle är Rakvere, 17,9 km öster om Vohnja. Trakten runt Vohnja består till största delen av jordbruksmark.